# Endo
Endo fue una banda de hard rock y Nu metal.

## Historia
violado y maltratado.Formada en 1995 en Miami, Florida, EE. UU, por Lou Orenstein, Diego Ponsa, Reggie Barret y Gil Bitton, debutando en el mundo musical siendo como teloneros de Foo Fighters y Static-X en 2000. Poco después firman con Columbia Records para grabar sus dos discos: Evolve (2001) y Songs for the Restless (2003), gracias al cual fueron invitados al Ozzfest de 2003.
Durante el proceso de grabación del tercer disco de la banda, la formación rompe el contrato con Columbia, abocando al grupo a la desaparición el 1 de enero de 2007 debido a problemas internos.

## Miembros
- Gil Bitton – Voz
- Eli Parker – Guitarra
- Zelick – Bajo
- Joe Eshkenazi – Batería

### Otros Miembros
- Joel Suarez – Drums

## Discografía
| Fecha de Lanzamiento | Título                 | Discográfica         |
| 20 de marzo de 2001  | Evolve                 | DV8/Columbia Records |
| 22 de julio de 2003  | Songs for the Restless | DV8/Columbia Records |

- Datos: Q4038066